# Джордж Герріман
Джордж Джозеф Герріман (англ. George Joseph Herriman, 22 серпня 1880 — 25 квітня 1944) — американський автор коміксів і карикатурист. Однією з найбільш відомих його робіт є комікс Krazy Kat.

## Біографія
Герріман народився 1880 року в Новому Орлеані в сім'ї пекаря. У 1886 році його сім'я переїхала на постійне місце проживання в Лос-Анджелес. У віці 17 років Герріман почав працювати ілюстратором і гравірувальником у відомій лос-анджелеській щоденній газеті Los Angeles Herald-Examiner. Три роки потому, вже маючи за плечима певний досвід, він перебрався в Нью-Йорк, де почав друкувати свої політичні карикатури і комікси у таких виданнях, як Judge, New York News і New York World.
У червні 1910 року вийшла у світ одна з найбільш відомих робіт автора — гумористичний комікс The Dingbat Family, який пізніше виходив під назвою The Family Upstairs. Одними із персонажів коміксу були кіт і миша, замальовки про яких спочатку публікувалися в самій нижній частині основного коміксу для заповнення зайвого місця. Незабаром ці персонажі знайшли свою власну серію, що отримала назву «Божевільний кіт». Перший комікс про пригоди кота Крейзі і мишеняти Ігнатця вийшов в 1913 році і випускався аж до 1944 року. Krazy Kat вважається одним з найбільш значущих американських коміксів XX століття; робота Геррімана мала значний вплив на розвиток індустрії коміксів в США.
Однак Герріман не обмежувався однією роботою і випустив такі комікси, як Baron Bean (1916), Now Listen, Mabel (1919), Stumble Inn (1922), Us Husbands (1926) і Mistakes Will Happen (1926).
Трагічним періодом в житті Геррімана стали 1930-ті роки: в 1931 році в автокатастрофі загинула його дружина Мейбл, а в 1939 році у віці 30 років померла його дочка Боббі. Останні роки свого життя Герріман провів у Лос-Анджелесі, де помер в 1944 році у віці 63 років.